# Wan Waithayakon

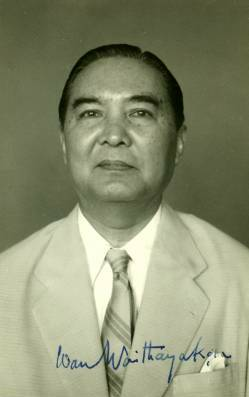
Prinz Wan Waithayakon (1940er-Jahre)

Prinz Wan Waithayakon (thailändisch พระเจ้าวรวงศ์เธอ พระองค์เจ้า วรรณไวทยากร กรมหมื่นนราธิปพงศ์ประพันธ์, RTGS Phrachao Worawongthoe Phra-ongchao Wan Waithayakon Krommamuen Narathip Phongpraphan; * 25. August 1891 in Bangkok; † 5. September 1976) war ein thailändischer Diplomat, Philologe und Rechtswissenschaftler.
Er war thailändischer Botschafter in mehreren Staaten, darunter den USA, und ständiger Vertreter bei den Vereinten Nationen. In dieser Funktion war er der gewählte Präsident der 11. UN-Generalversammlung (1956). Von 1952 bis 1958 war er Außenminister, von 1958 bis 1969 stellvertretender Ministerpräsident Thailands.
An der Chulalongkorn- und der Thammasat-Universität lehrte er Sprachen und Jura. Von 1963 bis 1971 war er Rektor der Thammasat-Universität, von 1969 bis 1975 leitete er das Königliche Institut, die thailändische Akademie der Wissenschaften.

## Leben
Prinz Wan Waithayakon war der Sohn von Prinz Worawannakon, Fürst Narathip Praphanphong, und dessen Frau Mom Luang Tuansi Montrikun. Sein Vater war ein Sohn des Königs Rama IV. (Mongkut) und einer dessen Nebenfrauen, er gilt als „Vater des thailändischen Musiktheaters“ (Lakhon Phan Thang). Bei seiner Geburt hatte Wan Waithayakon der Rang eines Mom Chao (Prinz dritten Grades).
Er studierte in Oxford und an der École libre des sciences politiques in Paris. Er hat einige akademische Grade und Auszeichnungen erhalten. Er gilt als Gründungsvater der philologischen Kritik in Thailand.
Er begann seine berufliche Laufbahn im Jahr 1917 als dritter Botschaftssekretär. 1920 kehrte er nach Bangkok ins Außenministerium zurück, 1922 wurde er zum Berater von König Vajiravudh (Rama VI.) berufen. 1924 wurde er in den Rang eines Unter-Sekretärs des Außenministeriums erhoben und war für einige wichtige Verhandlungen in Fragen von politischen und wirtschaftlichen Beziehungen mit westlichen Staaten verantwortlich.
1926 wurde er wieder als Minister nach Europa gesandt und für Großbritannien, die Niederlande und Belgien akkreditiert. Während dieser Zeit wurde er an die Spitze der thailändischen Delegation zum Völkerbund berufen und war dort als Präsident, Vize-Präsident und Mitglied in einigen wichtigen Ausschüssen tätig. 1930 kehrte er nach Thailand zurück und wurde Inhaber eines Lehrstuhls an der Chulalongkorn-Universität.
In den folgenden Jahrzehnten vertrat er sein Land erneut in einer Anzahl diplomatischer Missionen: 1943 war er bei einigen wichtigen Meilensteinen bei den Verhandlungen mit Japan dabei, er war Teil des so genannten SEATO-Konzils und der Konferenz von Bandung, wo er zum Berichterstatter gewählt wurde. Darüber hinaus führte er die Verhandlungen für die Aufnahme Thailands in die UN. 1947 wurde Prinz Wan Waithayakon Botschafter seines Landes in den USA und gleichzeitig auch bei den Vereinten Nationen.

## Abstammung, Ränge und Titel
Enkel König Mongkuts; Vater: Phrachaoboromawongthoe Krommamuen Narathippraphanphong; Mutter: Mom Luang Duansi Worawan, geborene Montrikun
- 1891 Geburtsname: „Momchao Wan Waithayakon Worawan“
- 1939 Beförderung: Aus Momchao wird Phra-ongchao: „Phraworawongthoe Phra-ongchao Wan Waithayakon“
- 1943 Beförderung: „Phrachaoworawongthoe Phra-ongchao Wan Waithayakon“
- 1952 Beförderung (Phra-ongchao tang krom): „Phrachaoworawongthoe Krommamuen Narathipphongpraphan“
- 1953 Ernennung zum General (Phontri= in etwa 2-Sterne-General, Generalmajor) „Phontri Phrachaoworawongthoe Krommamuen Narathipphongpraphan“

(siehe auch: Thailändische Adelstitel)

## Familie
- 1920 erste Ehe mit Momchao Phibun Benchang Kitiyakon (ม.จ. พิุบูุลย์เบ็ญจางค์ กิติยากร), ein Sohn (†), zwei Enkel, zwei Urenkel
- 1930 zweite Ehe mit Mom Phroi Suphin (หม่อม พร้อยสุพิณ)(geb. Bunnag), Tochter: Wiwan Worawan Setthabut (ม.ร.ว. วิวรรณ วรวรรณ เศรษฐบุตร), Enkelin Winyawan Krairoek (วิญวรรณ ไกรฤกษ์) (†)

## Ausbildung

### In Thailand
- 1900 Suan-Kulap-Schule Bangkok
- 1901 Ratchawitthayalai-Schule

### Im Ausland
- 1905–1910 Marlborough College (England, westl. von London), sowohl Modern Side (moderne Fächer und Sprachen) als auch Classical Side (Griechisch); erhielt 17 Preise
- 1910 Beginn B.A.-Studium im Fach Geschichte am Balliol College/Universität Oxford; B.A.-Abschluss 1917
- 1915 Studium der Diplomatie an der École Libre des Sciences Politiques in Paris
- 1926 M.A.-Abschluss am Balliol College/Universität Oxford

## Ehrendoktortitel
- in Geisteswissenschaften, Chulalongkorn-Universität Bangkok
- in Politikwissenschaft/Diplomatie und Journalismus, Thammasat-Universität
- in Zivilrecht, Universität Oxford
- in Rechtswissenschaft, Columbia University New York

## Beruflicher Werdegang
Europa

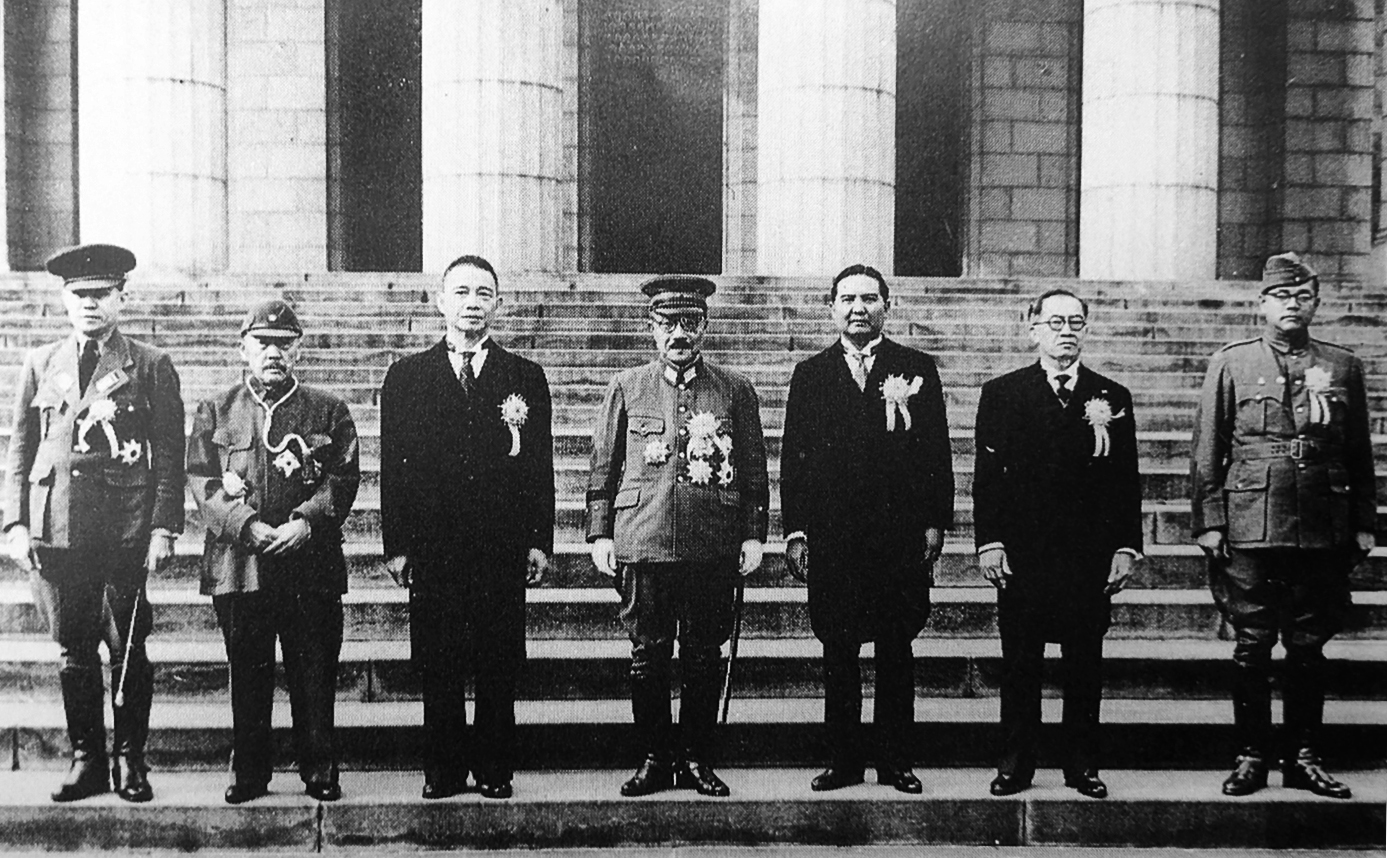
Wan Waithayakon (3.v.r., neben dem japanischen Premierminister Tōjō Hideki) auf der von Japan dominierten Großostasiatischen Konferenz in Tokio 1943.

- 1917 Dritter Botschaftssekretär in der Botschaft in Paris (เลขานุการตรีประจำสถานทูตไทย) und Sekretär der thailändischen Diplomaten bei den Friedensverhandlungen nach dem Ersten Weltkrieg

Thailand
- (1919 Rückkehr nach Siam)
- 1920 Außenministerium Bangkok: Vorsitz der Zentrale in Bangkok (หัวหน้ากองบัญชาการกระทรวงการต่างประเทศ), unter dem damaligen Minister Prinz Thewawong/Devawongse (Somdet Phrachaoworawongthoe Kromphraya เทวะวงศ์วโรปการ)
- 1922 Zum Berater des Königs Vajiravudh (Rama VI.) berufen (องคมนตรี)
- 1924 Außenministerium Bangkok als Under-Secretary for Foreign Affairs (ปลัดทูลฉลอง): Spitze der diplomatischen Vertretung für Indochina bei den Freundschafts- und Handelsabkommen mit den Ländern, die freundschaftliche Beziehungen mit Siam hatten

Europa
- 1926 erst vorläufiger, dann ständiger Königlicher Botschafter in England, den Niederlanden und Belgien
- Völkerbund: Mitglied, Vizepräsident und Präsident in verschiedenen Kommissionen des Völkerbunds

Thailand
- 1930 Professor an der Chulalongkorn-Universität Bangkok (unterrichtet Englisch und Thai)
- Prinz Wan gründet eine Zeitung (Prachachat), über die er auch seine Wortneuprägungen in Umlauf bringen kann.
- (1932 Politischer Umbruch in Siam: Ende der absoluten Monarchie)
- 1933 Stellvertretender Dekan der Jura-Fakultät der Chulalongkorn-Universität
- Berater des Büros des Premierministers und des Außenministeriums: Überarbeitung internationaler Verträge
- 1934–35 Professor für internationales Recht an der Thammasat-Universität Bangkok
- Richter am Schiedsgerichtshof in Den Haag
- Kommissionsmitglied in zahlreichen Kommissionen der Regierung und des Repräsentantenhauses (Sapha phu thaen ratsadon).
- 1937 Überarbeiten internationaler Abkommen
- 1941 Spitze der dipl. Vertretung Thailands in Japan bei den Grenzverhandlungen mit Franz.-Indochina. Unterzeichnungsvollmacht
- 1943 offizieller Vertreter der thail. Regierung in Tokyo (Kriegsverhandlungen) beim Treffen verschiedener Staatsoberhäupter
- 1945 Die Volksvertretung erwählt ihn zum Kommissionsmitglied für einen Verfassungsentwurf
- 1945 Aufnahme in den Ältestenrat (Samachik Wutthisapha, 1946: Phruetthisapha)
- 1946 Auserwählt für Aufnahmeverhandlungen bei der UN (erfolgreich: Thailand wird am 6. Dezember 1946 UN-Mitglied)

USA
- 1947 Botschafter Thailands in den USA (Washington) und ständiger Vertreter bei den Vereinten Nationen in New York

Thailand
- 1952-Oktober 1958 (mit achtmonatiger Pause 1957) Außenminister Thailands
- 1954 Spitze der thail. Vertretung bei der ersten SEATO-Versammlung
- 1954 Vertreter Thailands bei Genfer Verhandlungen wegen Korea, Vorsitz zusammen mit Anthony Eden (GB) und Molotow (UdSSR)
- 1955 Spitze der thail. Vertretung bei der Bandung-Konferenz/Indonesien; wurde zum Berichterstatter (Rapporteur) der Konferenz (unter dem Vorsitz des Ägypters Nassr)
- zahlreiche Positionen in der UNO

-1948-49 Vorsitz der „6. UN-Kommission“ (Recht)
-1950 Vorsitz der „4. Kommission“ (ภาวะทรัสตี, „trusteeship“, UN-Treuhandrat)
-1951 Vorsitz der „5. Kommission“ (Wirtschaft und Finanzen)
-1952 Vorsitz der „6. Kommission“ (Recht)
-1956-57 (einstimmig gewählter) Vorsitzender der 11. UN-Generalversammlung
-1958 und 1960 Vorsitz der 1. und 2. Sitzung mehrerer Länder zum Seerecht in Genf
- 1959–1970 Stellvertretender Premierminister Thailands. Als solcher

-stellvertretender Vorsitz in der Zivilbeamtenkommission (ก.พ.)
-stellvertretender Vorsitz in der Versammlung zur nationalen Wirtschaftsentwicklung
-stellvertretender Vorsitz in der Versammlung zum nationalen Bildungswesen
-stellvertretender Vorsitz in der Versammlung zur nationalen Forschung
-Mitglied der Versammlung (สภา) der Chulalongkorn-Universität
- 1962 Mitglied der Versammlung (sapha) der Thammasat-Universität
- 1963–71 Rektor (อธิการบดี) der Thammasat-Universität (offiziell bis Nov. 1970, de facto bis April 1971)
- 1968 Ernennung zum vorsitzenden Mitglied der Versammlung für einen Verfassungsentwurf
- 1970 Offizieller Vertreter des Königs auf der EXPO 70 in Osaka/Japan
- 1934–1947, 1973–1975 Präsident des Königlichen Instituts Thailands
- 1973 Vorsitzender der Nationalversammlung (สมัชชาแห่งชาติ)

## Gesellschaftliches Engagement
- 1937–1940 Präsident des Vereins der ehemaligen Schüler Englands (สมาคมนักเรียนเก่าอังกฤษ)
- 1938–1946 Im Rotarier-Club Zuständiger für Bezirk 330 (Thailand, Malaysia, Singapur und Cochinchina)
- 1944–1949 und 1969–1976 Präsident der Siam Society
- 1972–1976 Mitglied der Stiftung der Mahamakut-Universität (Mönchsuniversität) zur Förderung des Buddhismus
- 1975–1976 Präsident des Komitees Geisteswissenschaft der Stiftung Ananda Mahidol,

Präsident des Lehrbuchprojekts der Soziologischen Gesellschaft,
Präsident des Vereins der Ratchawitthayalai-Schule,
Vorsitzender der Stiftung für Zeitungswesen (มูลนิธิวิชาการหนังสือพิมพ์)

## Prinz Wan als Philologe und seine Wortprägearbeit
Prinz Wan prägte zahlreiche Wörter und legte dazu eine Methode schriftlich nieder. Diese Methode und seine Prinzipien zur Wortprägearbeit sind heute noch die Grundlage für die offizielle Wortprägearbeit des Königlichen Instituts Thailands. Prinz Wan war lange Zeit Präsident des 1933 gegründeten Königlichen Instituts (1934–1947, verantwortl. Präsident 1969–1973, Präsident 1973–1975) und Vorsitzender des 1942 gegründeten Wortprägekomitees des Königlichen Instituts.
Prinz Wans Prinzipien seiner Wortprägearbeit lauten sinngemäß:
1. Zunächst sollte versucht werden, ein Wort aus dem Thai-Wortschatz zu finden (de facto aus dem Erbwortschatz oder dem längst integrierten Lehnwortschatz).
2. Findet sich kein passendes Wort, oder hört sich die Übersetzung nach (1.) wie eine Umschreibung an, dann soll aus dem reich vorhandenen Wortmaterial von Pali und Sanskrit im Thai ein neues Wort konstruiert werden. Dies soll möglichst in Analogie zur Verwendung von Latein und Griechisch in europäischen Lehnworten oder Internationalismen geschehen, wobei die gemeinsame Zugehörigkeit von Latein/Griechisch und Pali/Sanskrit zur indoeuropäischen Sprachfamilie ausgenützt wird. Eine möglichst große Ähnlichkeit mit der englischen Vorlage ist dabei erwünscht (z. B. sathiti für engl. statistics).
3. Nur, wenn durch (2.) keine befriedigende Lösung gefunden wird (oder sich das englische Wort bereits allernorts eingeprägt hat), soll das englische Wort übernommen werden. Es wird nach bestimmten Regeln ins Thai transkribiert.